# Wereldhandelsspel
Het wereldhandelsspel is een rollenspel waarbij de spelers landen spelen die onderling handel drijven. Het spel heeft een sterk educatief karakter en dwingt de spelers na te denken over internationale economische betrekkingen.

## Nederlandse versie
Het Wereldhandelsspel (WHS) is ontwikkeld door het Institute of Social Studies te Den Haag onder auspiciën van prof.dr. J. Tinbergen. Het WHS is een nabootsing van de wereldeconomie, waarin de vaak uitzichtloze economische en financiële positie van ontwikkelingslanden centraal staat. Doel van het WHS is een bewustwording van de internationale handelsverhoudingen en de noodzaak hierin verandering te brengen.
Het managementspel gaat over de wereldhandel van 12 landen. Het idee is dat deze landen worden vertegenwoordigd door de deelnemers. Er wordt in 4 of 5 rondes (vergelijkbaar met 4 of 5 jaren) gehandeld. De deelnemers regeren de 12 landen, doen investeringen, beheren grondstoffen, drijven handel met elkaar, realiseren autonome economische groei, gaan leningen aan met de Wereldbank of maken onderlinge afspraken en coalities om uiteindelijk een optimaal resultaat te boeken voor de eigen handel. Ook werkloosheid, schaarste van grondstoffen en overproductie komen aan bod tijdens het spel. De spelleiding houdt bij welk land de meeste vooruitgang boekt op basis van de beschikbare grondstoffen en verwachtingen vanuit de bevolking van het land.
Hoe loopt het af met de "arme landen", kunnen zij ook winnen? Wat gebeurt er met landen die uitsluitend olie produceren? Kunnen de V.S. en Europa wel aan de vraag naar consumptieartikelen voldoen of moet er geleend worden? Hebben landen met veel arbeidskrachten daar nu voordeel van of niet? Lonen de investeringen als de grondstoffen niet kunnen worden omgezet in eindproducten?
In 2016 heeft JCI Nederland een digitale omgeving toegevoegd waardoor de rondes van het spel sneller achter elkaar gespeeld kunnen worden. De deelnemers voeren de resultaten van hun land online in. Het spel blijft een 'real life game', het draait om het handelen en samenwerken met elkaar. 
Het spel is inmiddels ook geïntroduceerd in Roemenië, Bulgarije, Kroatië, Moldavië. Verdere ontwikkelingen in het spel worden verwacht in 2018.
Sinds 2008 is er ook een digitale variant beschikbaar. Deze is gericht op het voortgezet en middelbaar onderwijs. In het voortgezet onderwijs is het geschikt als praktische opdracht of vakoverstijgend project van economie met aardrijkskunde en maatschappijleer (sluit aan bij het leergebied Mens & Maatschappij en eindtermen economie). In het MBO kan de digitale variant gebruikt worden voor burgerschapseducatie in het kader van Leren, Loopbaan en Burgerschap (kerndoel 3 en 5).

## World Trade Game
Het wereldhandelsspel is ook beschikbaar in het Engels.